# Euonthophagus atramentarius
Euonthophagus atramentarius là một loài bọ cánh cứng trong họ Bọ hung (Scarabaeidae).